# Бендерский уезд
Бенде́рский уе́зд (до 1828 года — Бендерский цинут, рум. Ținutul Bender) — административная единица в Бессарабской области (с 1873 года — Бессарабской губернии) Российской империи (1818—1917), в Молдавской Демократической Республике (1917—1918), в губернаторстве Бессарабия Румынского королевства (1918—1940, 1941—1944), в Молдавской ССР Союза Советских Социалистических Республик (1940—1941, 1944—1949), а также республики Молдова (1999—2002). Уездный город — Бендеры. Население (1897) — 163 118 чел.

## История
Образован 28 апреля 1818 году в составе Бессарабской области (с 1873 года — губернии).
В 1830 году восточные земли уезда, прилегающие к реке Прут, были переданы новому Кагульскому (Леовскому) уезду.
В 1858 году в состав Бендерского уезда включена северная часть территории Комратского уезда (фактически — Верхне-Буджакский колонистский округ), образованного годом ранее из земель Кагульского уезда, не отошедших Молдавскому княжеству.
Уезд сохранялся в период существования Молдавской Демократической Республики, а также в годы первой Румынской оккупации (в 1938—1940 годах входил в состав цинута Нистру)
В августе 1940 года Бессарабия была возвращена СССР и из большей её части образована Молдавская ССР. Изначально два южных уезда — Аккерманский и Измаильский — были переданы в состав Украинской ССР, но уже 4 ноября вышел указ Президиума ВС СССР, устанавливающий окончательную границу между МССР и УССР. В соответствии с Указом, небольшая часть бывшего Аккерманского уезда возвращалась Молдавской ССР и передавалась в состав Бендерского уезда, в свою очередь часть Бендерского уезда передавалась в состав Аккерманской (Измаильской) области Украинской ССР. Внутренние границы уездов также были незначительно пересмотрены: так, южная часть Комратской пласы была передана Кагульскому уезду, где образовала Чадыр-Лунгский район.
В 1941—1944 годах, когда Молдавская ССР вновь оказалась под оккупацией румынско-немецких войск, южные уезды были восстановлены в прежних границах и вошли в состав губернаторства Бессарабия. После освобождения Молдавской ССР от захватчиков, границы были возвращены в соответствии с Указом.
16 октября 1947 года Бендерский уезд, как и все другие уезды МССР, был упразднён, остался только образованный в уезде одноимённый район, составлявший лишь малую часть уезда. Бендерский район ликвидирован 30 марта 1962 года.
В 1999 году в независимой республике Молдова была проведена административная реформа, в результате которой была образована территориальная единица «Бендерский уезд» (Judeţul Tighina), включившая в себя Каушанский и Штефан-Водский районы, а также часть упраздняемого Кайнарского района Молдовы. Однако данный уезд имел мало общего с прошлым Бендерским уездом, так как большая часть территории «старого» уезда вошла в другие «новые» уезды, а территория Штефан-Водского района, наоборот, не входила в «старый» Бендерский уезд. Кроме того, сам город Бендеры де-факто контролируется не Молдовой, а непризнанной Приднестровской Молдавской Республикой, что вынудило фактическим административным центром сделать город Кэушень. В 2002 году в Молдове была проведена очередная административная реформа, упразднившая уездное деление.
С 11 ноября 1940 года Указом Президиума Верховного Совета МССР город Бендеры отнесён к городам республиканского подчинения. После обретения независимости Молдавией, категория «город республиканского подчинения» была упразднена, а позже городу Бендеры присвоен статус муниципия.

## География
Уезд занимал площадь 5394,3 кв. вёрст и простирался изначально во всю ширину губернии от Днестра до Прута. В 1885 году имел 127 396 жителей, по переписи 1897 года — 163 118. Располагался на территории современных Новоаненского, Каушанского, Чимишлийского, Леовского, Бессарабского, Кантемирского районов Молдавии, Гагаузской автономии, а также Тарутинского района Одесской области Украины. Город Бендеры и несколько близлежащих сёл ныне входят в состав Приднестровской Молдавской Республики

## Население
Состав населения по переписи 1897 года. Всего — 194 915 чел.:
- молдаване — 87 984
- гагаузы — 27 576
- малороссы (украинцы) — 21 048
- великороссы (русские) — 18 507
- болгары — 14 833
- евреи — 16 643
- немцы — 5 613
- поляки — 1 247
- цыгане — 848
- греки — 119
- белорусы — 115
- армяне — 101

## Административное деление

### Российская империя (до 1918 года)
По состоянию на 1912 год в состав Бендерского уезда входило 11 волостей и 4 стана:
- Абеклыджабская волость — село Абаклыджаба
- Варницкая волость — село Варница
- Гура-Галбинская волость — село Гура-Галбина-Чемари
- Иозефсдорфская волость — село Иозефсдорф (немецкая колония)
- Кайнарская волость — село Кайнары
- Каушанская волость — село Новые Каушаны
- Комратская волость — село Комрат
- Тараклийская волость — село Тараклия
- Телицкая волость — село Телица
- Чадыр-Лунгская волость — колония Чадыр-Лунга
- Чимишлийская волость — село Чимишлия
- 1 стан — город Бендеры
- 2 стан — местечко Каушаны
- 3 стан — село Чадыр-Лунга
- 4 стан — село Комрат

### Румынский период (1918—1940 и 1941—1944 годы)
Территория Бендерского уезда (жудеца) была разделена на четыре пласы: Бульбока, Каушаны, Чадыр-Лунга и Чимишлия, а также два города как самостоятельные единицы: Бендеры (Тигина) (orașul Tighina) и Комрат (orașul Comrat).
- Населённые пункты уезда Тигина

В 1941 году административное деление было несколько изменено: были образованы пять плас — Каушаны, Комрат, Тараклия, Тигина и Чимишлия, а также в отдельные административные единицы выделены город Комрат (Orașul Comrat) и муниципий Тигина (Municipiul Tighina).

### Советский период (1940—1941 и 1944—1991 годы)
11 ноября 1940 года территория Бендерского уезда была разделена на 7 районов: Бендерский, Волонтировский, Кайнарский, Каушанский, Комратский, Романовский и Чимишлийский.
26 мая 1941 года образованы ещё два района — Бульбокский и Олонештский.
16 октября 1947 года уездное деление Молдавской ССР было ликвидировано, все районы перешли в непосредственное республиканское подчинение.

### Независимая Молдавия (с 1991 года)
В 1999 году в Молдавии была проведена административная реформа, в результате которой Каушанский и Штефан-Водский районы были объединены в Бендерский уезд (жудец). Территория этого жудеца гораздо меньше прежде существовавшего, кроме того, в его составе были территории ранее не принадлежавшие Бендерскому уезду.
В 2002 году была проведена очередная реформа, отменившая уездное деление.